# Список самых высоких зданий Баку

## Список
Это список всех зданий высотой более 100 м (328 футов) в Баку
| № | Строительства название   | Фото | Высота, м | Количество этажей | Дата сооружения | Примечания |
| - | ------------------------ | ---- | --------- | ----------------- | --------------- | ---------- |
| 1 | Baku Tower               |      | 277       | 52                | 2024 год        | [ 1 ]      |
| 2 | SOCAR Tower              |      | 209       | 42                | 2016 год        | [ 2 ]      |
| 3 | Пламенные башни. Башня 1 |      | 182       | 39                | 2013 год        | [ 3 ]      |
| 4 | Пламенные башни. Башня 2 |      | 165       | 36                | 2013 год        | [ 4 ]      |
| 5 | Пламенные башни. Башня 3 |      | 161       | 28                | 2013 год        | [ 5 ]      |
| 6 | SOFAZ Tower              |      | 140       | 26                | 2013 год        | [ 6 ]      |
| 7 | Trump Tower Baku         |      | 130       | 33                | 2015 год        | [ 7 ]      |
| 8 | Апшерон (гостиница)      |      | 60        | 20                | 2011 год        | —          |

## Строящиеся здания
| № | Строительства название | Фото | Высота, м | Этаж, количество | Строительства дата | Примечания         |
| - | ---------------------- | ---- | --------- | ---------------- | ------------------ | ------------------ |
| 1 | Азербайджанская Башня  |      | 1054      | 189              | 2019 год           | [ 8 ] [ 9 ] [ 10 ] |